# Teresa Piotrowski
Teresa Piotrowski (ur. 12 kwietnia 1973) – kanadyjska zapaśniczka walcząca w stylu wolnym. Szósta na mistrzostwach świata w 1998. Piąta w Pucharze Świata w 2002. Mistrzyni Wspólnoty Narodów w 2003.